# Rothschildia paucidentatat
Rothschildia paucidentatat är en fjärilsart som beskrevs av Lemaire 1971. Rothschildia paucidentatat ingår i släktet Rothschildia och familjen påfågelsspinnare. Inga underarter finns listade.